# 여의나루로
여의나루로는 서울특별시 영등포구 여의도동에 있는 도로이다. 여의동로에 접하는 '윤중초교앞 삼거리'를 기점으로, 여의동로를 접하는 '여의중고교앞 삼거리' 종점까지의 약 1.3 km의 남서쪽에서 북동쪽으로 일자 구간인 도로이다. 전구간이 여의도동에 속한다.

## 교차로
주요 교차로는 아래와 같다.
| 윤종초교앞 삼거리 (기점) | - | 의사당대로 사거리 | - | 구 문화방송사앞 사거리 | - | 여의중고교 앞 삼거리 (종점) |

## 주요 건물 및 시설
- 여의도역
- 여의나루역
- 여의도우체국, 다올투자증권건물 1층
- 한국거래소 서울사무소
- 브라이튼 여의도
- 머니투데이방송

## 사진

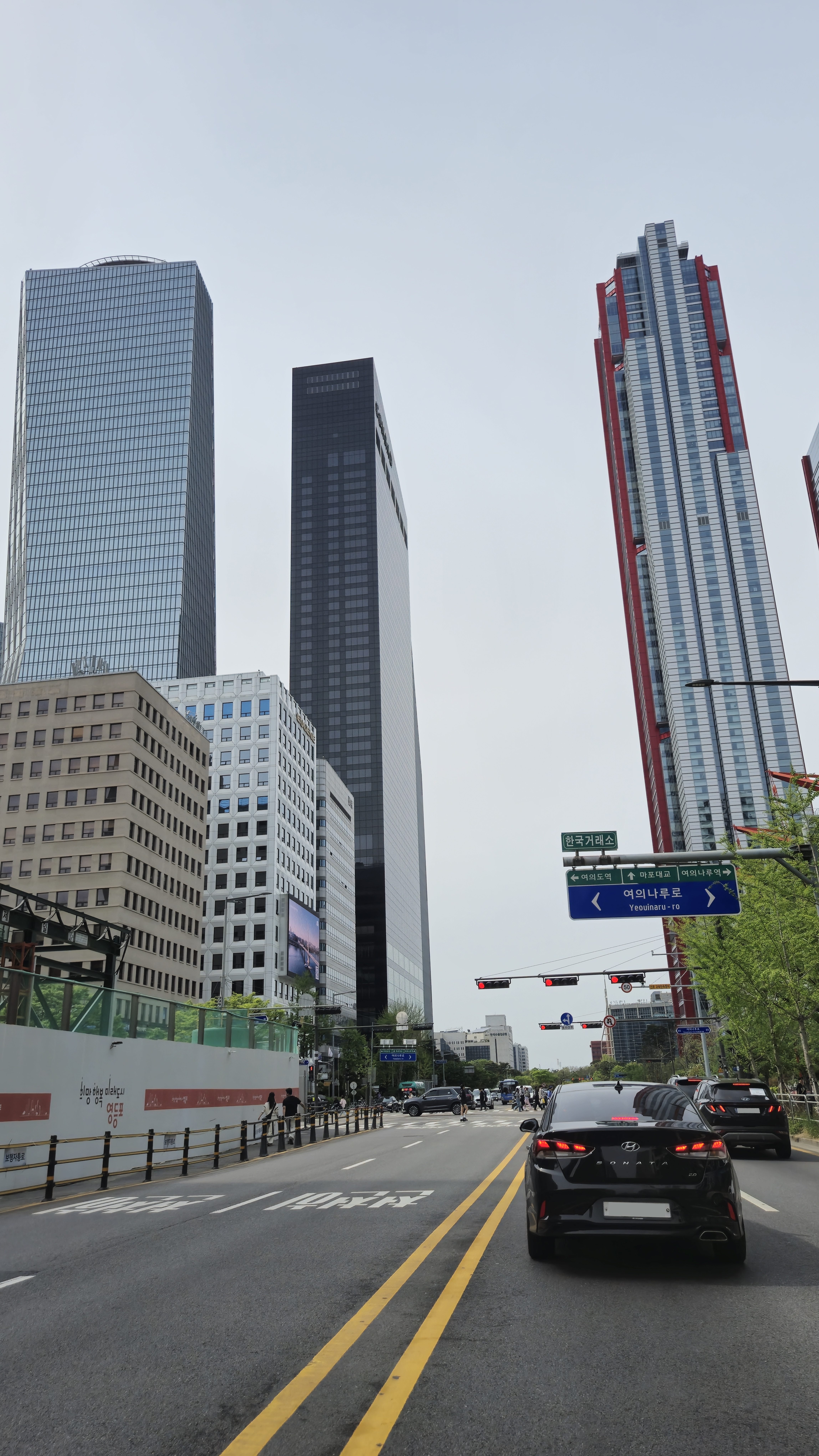
한국거래소사거리(국제금융로와 교차하는 지점)
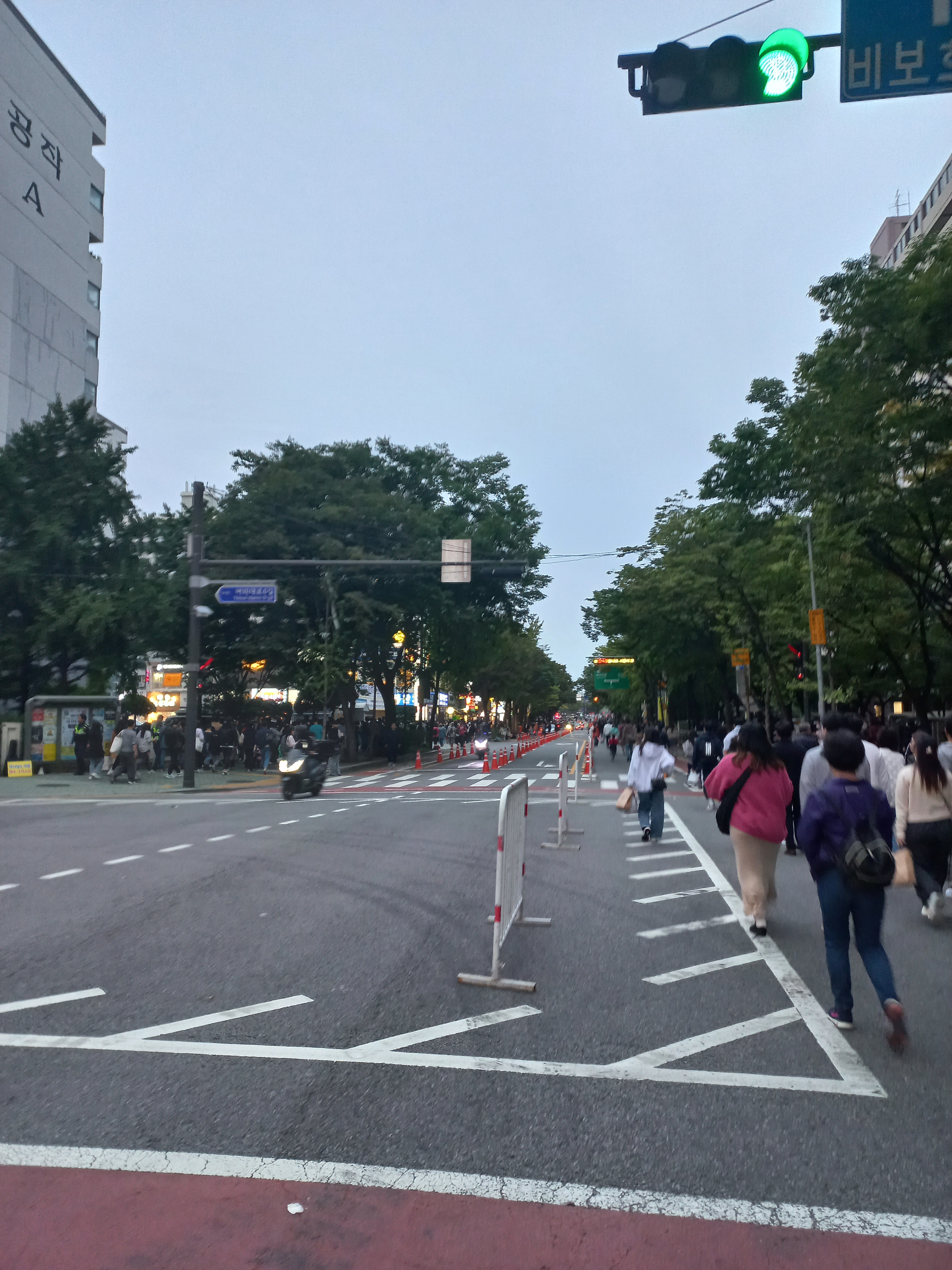
여의나루로(2023년경)